# Hitchin
Hitchin egy körülbelül 30 ezer lakosú város Nagy-Britanniában, Angliában, Hertfordshire megyében. Stevenagetől északnyugatra fekszik, az A600-as út mentén. A Hiz folyó partján fekszik, egyes vélemények szerint St Albans után a második legattraktívabb település a megyében.
A középkorban a településnek hatalmas piaca volt, ahol szalmát árultak. A szalmaüzlet lehanyatlása után a piac méretei is kisebbek lettek, de egy kisebb piactér még ma is van a városban, a templom nyugati oldalán. A város sok régi épülete túlélte az évszázadokat. A St Mary's templom legrégebbi részei a 12. századból valóak, az alacsony torony túlélte az 1298-as földrengést is. A 14. században építették újjá a templomot, ami Hitchin akkori gazdagságát mutatja ma is.
A The Biggin nevű épületet a korai 1600-as években építették, egy darabig magánház volt, majd iskola, mígnem 1723-ban szegényházzá alakították. A 14. században karmelita zárdát alapítottak a városban, aminek a helyén az 1770-es években emeltek új épületet, tervezője Robert Adams volt.
A Hitchin Múzeum őrzi a megye legnagyobb kollekcióját régi öltözékekből. A múzeum közös épületben lakik a Hertfordshire megyei Birodalmi Könnyűlovassági Múzeummal, aminek a célja bemutatni annak a csapatnak a történetét, aminek az lett volna a célja, hogy ellenálljon  Napóleon császár fenyegető inváziójának. Szintén a múzeum részét képezi egy viktoriánus patika és egy gyógynövénykert.

## Testvérvárosok
- Nuits-Saint-Georges,  Franciaország
- Bingen am Rhein,  Németország

## Fordítás
Ez a szócikk részben vagy egészben  a   Hitchin című angol Wikipédia-szócikk ezen változatának fordításán alapul.  Az eredeti cikk szerkesztőit annak laptörténete sorolja fel. Ez a jelzés csupán a megfogalmazás eredetét és a szerzői jogokat jelzi, nem szolgál a cikkben szereplő információk forrásmegjelöléseként.